# Río Psel
El río Psel (en ucraniano: Псел; en ruso: Псёл) es un río que discurre por Ucrania y Rusia, un afluente por la izquierda del río Dniéper que desemboca en este cerca de la ciudad ucraniana de Kremenchuk. Su longitud es de 717 km y su cuenca drena unos 22.800 km².
A orillas del río Psel están las ciudades de Oboyán (Rusia), Sumy y Hádiach (Ucrania).

## Flora y fauna
La fauna en las orillas del río Psel incluye liebres, zorros, ciervos y jabalíes, castores. Hay una gran variedad de aves, como el pato salvaje, la garza real. A lo largo de las riberas de los ríos hay áreas forestales, son predominantemente árboles de hoja caduca. También hay coníferas en las áreas arenosas de la orilla. También hay numerosos prados.
En el río hay alrededor de 50 especies de peces como el cartero, la dorada, la tenca, la cucaracha, etc. También hay bagre, lucio, perca.

## Afluentes
Sus principales afluentes son:
- por la derecha: los ríos Sudzha, Grun y Jorol (con 311 km de longitud);
- por la izquierda: los ríos Pena, Grun-Tashán y Govtva.